# Sarah Atcho
Sarah Atcho (1 czerwca 1995 w Lozannie) – szwajcarska lekkoatletka specjalizująca się w biegach sprinterskich.
Na międzynarodowej arenie rangi mistrzowskiej debiutowała w 2012, startując na światowym czempionacie juniorów w Barcelonie. Rok później zdobyła srebro igrzysk frankofońskich w sztafecie 4 × 100 metrów. Ósma zawodniczka biegu na 200 metrów podczas juniorskich mistrzostw Europy (2013). Na swoich drugich mistrzostwach świata juniorów dotarła do półfinału biegu na 200 metrów oraz była piąta w sztafecie 4 × 100 metrów (2014). Brązowa medalistka mistrzostw Europy do lat 23 w biegu rozstawnym (2015). W tym samym roku zadebiutowała na mistrzostwach świata w gronie seniorów.
Wchodząc w skład szwajcarskiej sztafety 4 × 100 metrów, wystąpiła na igrzyskach olimpijskich w Rio de Janeiro (2016). Rok później zdobyła indywidualnie srebro w biegu na 200 metrów oraz brąz w sztafecie 4 × 100 metrów na młodzieżowym czempionacie Europy w Bydgoszczy. Półfinalistka biegu na 200 metrów podczas mistrzostw świata w Londynie oraz piąta z koleżankami z reprezentacji w biegu rozstawnym 4 × 100 metrów w tym samym roku. Mistrzyni Uniwersjady w sztafecie 4 × 100 m (2019).
Wielokrotna medalistka mistrzostw Szwajcarii oraz reprezentantka kraju na drużynowych mistrzostwach Europy.

## Osiągnięcia
| Rok  | Impreza                                 | Miejsce        | Konkurencja        | Lokata     | Wynik         |
| ---- | --------------------------------------- | -------------- | ------------------ | ---------- | ------------- |
| 2012 | Mistrzostwa świata juniorów             | Barcelona      | bieg na 200 m      | eliminacje | 24,73         |
| 2012 | Mistrzostwa świata juniorów             | Barcelona      | sztafeta 4 × 100 m | eliminacje | 45,61         |
| 2013 | Igrzyska frankofońskie                  | Nicea          | bieg na 200 m      | 8. miejsce | 25,17         |
| 2013 | Igrzyska frankofońskie                  | Nicea          | sztafeta 4 × 100 m | 2. miejsce | 45,01         |
| 2013 | Mistrzostwa Europy juniorów             | Rieti          | bieg na 200 m      | 8. miejsce | 24,36         |
| 2013 | Mistrzostwa Europy juniorów             | Rieti          | sztafeta 4 × 100 m | 5. miejsce | 45,33         |
| 2014 | Mistrzostwa świata juniorów             | Eugene         | bieg na 200 m      | półfinał   | 23,82w        |
| 2014 | Mistrzostwa świata juniorów             | Eugene         | sztafeta 4 × 100 m | 5. miejsce | 45,02         |
| 2015 | I liga drużynowych mistrzostw Europy    | Heraklion      | sztafeta 4 × 100 m | 3. miejsce | 44,07         |
| 2015 | Młodzieżowe mistrzostwa Europy          | Tallinn        | bieg na 200 m      | 6. miejsce | 23,85         |
| 2015 | Młodzieżowe mistrzostwa Europy          | Tallinn        | sztafeta 4 × 100 m | 3. miejsce | 44,24         |
| 2015 | Mistrzostwa świata                      | Pekin          | sztafeta 4 × 100 m | eliminacje | 43,38         |
| 2016 | Mistrzostwa Europy                      | Amsterdam      | sztafeta 4 × 100 m | 5. miejsce | 43,00         |
| 2016 | Igrzyska olimpijskie                    | Rio de Janeiro | sztafeta 4 × 100 m | eliminacje | 43,21         |
| 2017 | Halowe mistrzostwa Europy               | Belgrad        | bieg na 60 m       | półfinał   | 7,32          |
| 2017 | Halowe mistrzostwa Europy               | Belgrad        | bieg na 400 m      | eliminacje | 54,21         |
| 2017 | Młodzieżowe mistrzostwa Europy          | Bydgoszcz      | bieg na 200 m      | 2. miejsce | 22,90         |
| 2017 | Młodzieżowe mistrzostwa Europy          | Bydgoszcz      | sztafeta 4 × 100 m | 3. miejsce | 44,07         |
| 2017 | Igrzyska frankofońskie                  | Abidżan        | bieg na 200 m      | 2. miejsce | 24,14         |
| 2017 | Mistrzostwa świata                      | Londyn         | bieg na 200 m      | półfinał   | 23,12         |
| 2017 | Mistrzostwa świata                      | Londyn         | sztafeta 4 × 100 m | 5. miejsce | 42,51         |
| 2018 | Mistrzostwa Europy                      | Berlin         | bieg na 200 m      | półfinał   | 22,88         |
| 2018 | Mistrzostwa Europy                      | Berlin         | sztafeta 4 × 100 m | 4. miejsce | 42,30         |
| 2019 | Halowe mistrzostwa Europy               | Glasgow        | bieg na 60 m       | półfinał   | 7,41          |
| 2019 | Uniwersjada                             | Neapol         | bieg na 200 m      | półfinał   | 23,53         |
| 2019 | Uniwersjada                             | Neapol         | sztafeta 4 × 100 m | 1. miejsce | 43,72         |
| 2019 | Superliga drużynowych mistrzostw Europy | Bydgoszcz      | sztafeta 4 × 100 m | 2. miejsce | 43,11         |
| 2019 | Mistrzostwa świata                      | Doha           | bieg na 200 m      | eliminacje | 23,29         |
| 2019 | Mistrzostwa świata                      | Doha           | sztafeta 4 × 100 m | 4. miejsce | 42,18         |
| 2022 | Mistrzostwa świata                      | Eugene         | sztafeta 4 × 100 m | 7. miejsce | 42,81 (elim.) |
| 2023 | Halowe mistrzostwa Europy               | Stambuł        | bieg na 60 m       | półfinał   | 7,26          |
| 2024 | World Athletics Relays                  | Nassau         | sztafeta 4 × 100 m | repasaże   | 42,75         |
| 2024 | Mistrzostwa Europy                      | Rzym           | bieg na 200 m      | półfinał   | 23,21         |
| 2024 | Mistrzostwa Europy                      | Rzym           | sztafeta 4 × 100 m | –          | DQ            |
| 2024 | Igrzyska olimpijskie                    | Paryż          | sztafeta 4 × 100 m | –          | DQ            |

## Rekordy życiowe
- bieg na 60 metrów (hala) – 7,21 (2023)
- bieg na 100 metrów – 11,20 (2018)
- bieg na 200 metrów (stadion) – 22,80 (2018)
- bieg na 200 metrów (hala) – 23,50 (2017)